# Pascale Bourgain
Pour les articles homonymes, voir Bourgain.
Pascale Bourgain, née Hemeryck le 8 février 1947, est une historienne de la littérature et latiniste française.
Elle est spécialiste de la littérature latine médiévale.

## Biographie
Pascale Bourgain étudie à l'École nationale des chartes où elle obtient le diplôme d'archiviste paléographe en 1970 avec une thèse intitulée Alain Chartier, poète et penseur, d’après le Débat des deux fortunes d’amour et les œuvres latines. Elle est membre de l'École française de Rome de 1970 à 1973.
Elle travaille d'abord comme conservateur au Département des manuscrits de la Bibliothèque nationale.
En 1978, elle est élue professeur à l'École des chartes, où elle enseigne le latin médiéval, l'histoire littéraire, l'édition des textes et la codicologie.
Elle est directrice de la collection « Témoins de notre histoire » chez Brepols.
En 2010, elle préside la Société de l'histoire de France.
Elle est élue le 30 mars 2012 membre correspondant de l'Académie des inscriptions et belles-lettres à la place de Denis Sinor, puis membre titulaire, au fauteuil de Juliette de la Genière, le 23 juin 2023.
Elle a pris sa retraite en 2015.

## Distinctions
- Chevalière de la Légion d'honneur
- Officière de l'ordre national du Mérite en 2024[7] (chevalière en 2001).
- Officière de l'ordre des Palmes académiques

## Œuvres
- L'Erre de sable  (ill. Jean-Yves Bourgain), Paris, J.Y. Bourgain, 1977, 18 p. (BNF 34611481)Édition limitée à cinquante-cinq exemplaires.
- Histoire des poétiques, PUF, coll. « Fondamental », 1997
- Le Jardin médiéval : un musée imaginaire : Cluny, des textes et des images, un pari, avec Viviane Huchard, PUF, coll. « Recto-verso », 2002 (BNF 38822611)
- Le Latin médiéval, avec Marie-Clotilde Hubert, Brepols, coll. « Atelier du médiéviste », 2004 (BNF 39988311)
- Entre vers et prose : l'expressivité dans l'écriture latine médiévale  (éd. Cédric Giraud et Dominique Poirel), Paris, École des chartes, coll. « Mémoires et documents de l'École des chartes » (no 100), 2015, 418 p. (ISBN 978-2-35723-065-1, BNF 44371866)

### Éditions
- Les Œuvres latines d'Alain Chartier, édition critique, Paris, CNRS, 1977 (Sources d'histoire médiévale).
- Poésie lyrique latine du Moyen Âge, Édition bilingue, Paris, 1989, 2e éd. revue augmentée, Paris, Livre de Poche, 2000 (Lettres gothiques).
- Ademari Cabannensis Chronicon, éd. P. Bourgain, collab. Richard Landes et Georges Pon, Turnhout, Brepols, 1999 (Corpus Christianorum, Continuatio medievalis, CXXIX).

## Sources
1. ↑  Site de l’École des chartes
2. ↑  http://www.efrome.it/fileadmin/res/PDF_Documents_officiels_EFR/AnnuaireEFR_1873-2011.pdf, p. 21.
3. ↑  Biographie sur le site des PUF
4. ↑  Site de l'École des chartes
5. ↑  Communiqué de l'AIBL sur son compte Twitter le 26 juin
6. ↑  École des chartes
7. ↑  Décret du 7 juin 2024 portant promotion et nomination dans l'ordre national du Mérite.